# Scarti di lato
Scarti di lato è un album della band rock italiana dei Gang, pubblicato nel 2017, un album di out-takes pubblicato come ricompensa del crowdfunding per l'album Calibro 77.
L'album è una raccolta di brani dei Gang incisi negli anni per delle compilation, per spettacoli ma mai raccolti in album ufficiali dei Gang.

## Tracce
1. Musica ribelle - Eugenio Finardi da Union (1990)[2]
2. Vedrai vedrai - Luigi Tenco da Quando... (1994)[3]
3. Giovanna d'Arco - F. De André / L. Cohen [4]
4. Discanto - Ivano Fossati da I disertori (1994)[5]
5. Auschwitz - Francesco Guccini da Tributo ad Augusto (1995)[6]
6. Il tempo in cui ci s'innamora - Gang da Corpo di guerra (2002)[7]
7. E penso a te Lucio Battisti - Mogol da Respiriamo Liberi[8]
8. Cantami di te - Gang, dedicata a Fernanda Pivano[9]
9. My Favorite Things - Richard Rodgers e Oscar Hammerstein II[10]
10. All'ultimo sangue - Gang[11]
11. Ricordo d'autunno - Gang
12. Musi Neri - Gang[12][13]
13. Sai com'è Claudio Lolli - Gang[14]
14. Canzone per Edo - Gang

In download esclusivo (ma non sull'album fisico):
1. Fermiamoli - Gang da Sonora (1992), Le belle bandiere (2000), Not In My Name (2003)
2. Liberi liberi (demo) out-take di Controverso (2000)[15]
3. In fabbrica (demo) canzone poi incisa dagli Statuto